# Randall Cobb (Footballspieler)
Randall Ladonald Cobb II  (* 22. August 1990 in Maryville, Tennessee) ist ein ehemaliger US-amerikanischer American-Football-Spieler auf der Position des Wide Receivers.  Im NFL Draft 2011 wurde er an 64. Position in der 2. Runde von den Green Bay Packers ausgewählt. Neben den Packers spielte er in der National Football League (NFL) auch für die Dallas Cowboys, die Houston Texans und die New York Jets. Cobb spielte College Football für die Kentucky Wildcats der University of Kentucky.

## Karriere

### High School
Randall Cobb besuchte die Alcoa High School in Alcoa im Bundesstaat Tennessee, in welcher er Football, Basketball und Laufen ausübte. Für seine Leistungen im Football erhielt er einen Pokal von der Tennessee Secondary School Athletic Association.
Zu dieser Zeit spielte er in der Offense, in der Defense sowie im Special Team, vorwiegend aber als Quarterback.
Cobb war auch ein Läufer-Ass. In seiner vierjährigen Mitgliedschaft im Laufteam spezialisierte er sich auf Kurzsprints und Staffellauf.
Mit 16 Jahren schaffte er den 200-Meter-Lauf in 21,89 Sekunden und in seinem Abschlussjahr den 100-Meter-Lauf in 10,75 Sekunden.

### College
In seinem ersten Jahr an der University of Kentucky wurde Cobb als Wide Receiver und auf der Position des Quarterbacks eingesetzt. Er warf zwei Pässe für einen Touchdown, erlief sieben weitere und fing zwei Pässe, die zu einem Touchdown führten.
Danach wurde er vornehmlich als Wide Receiver eingesetzt, spielte aber auch eine wichtige Rolle für die Special Teams. Randall Cobb ist einer der wenigen Spieler der University of Kentucky, die in einem Spiel einen Lauf- und Passtouchdown erzielten und einen weiteren Touchdown durch einen Pass ermöglichten.

### NFL
Randall Cobb wurde in der 2. Runde als 64. Spieler der NFL Draft 2011 vom damaligen Titelverteidiger, den Green Bay Packers, ausgewählt. Durch seinen Einsatz beim Saisonauftakt gegen die New Orleans Saints im heimischen Lambeau Field wurde er zum ersten in den 1990er Jahren geborenen NFL-Spieler. Cobb fing dabei im ersten Viertel einen Touchdownpass über 32 Yards von Aaron Rodgers und erzielte im dritten Viertel einen Kickoff-Return Touchdown über 108 Yards. Außer ihm, Ellis Hobbs von den New England Patriots und später Jacoby Jones von den Baltimore Ravens gelang dies zum damaligen Zeitpunkt noch keinem Spieler der NFL (Rekordhalter ist heute Cordarrelle Patterson mit 109 Yards).
Cobb wurde außerdem der erste Rookie in der Geschichte der Packers, der sowohl einen Kickoff als auch einen Punt des Gegners mit einem Touchdown konterte, als er im späteren Verlauf der Saison gegen die Minnesota Vikings einen Punt über 80 Yards zu einem Touchdown trug.
Bereits in seiner zweiten Saison wurde Cobb zu einem der Leistungsträger des Teams. Er erzielte die meisten gefangenen Pässe mit dem größten dadurch entstandenen Raumgewinn für sein Team. Da er – wie schon in seiner Rookie-Saison – ebenfalls häufig bei Kickoff- und Punt-Returns eingesetzt wurde, stellte er außerdem einen Rekord für den größten Gesamtraumgewinn in einer Saison in der Geschichte der Green Bay Packers auf.
Am 20. März 2019 nahmen die Dallas Cowboys Cobb als Nachfolger für ihren abgewanderten Slot Receiver Cole Beasley unter Vertrag.
Im März 2020 unterschrieb er einen Vertrag über drei Jahre bei den Houston Texans, der ihm zwischen 19 und 27 Millionen US-Dollar einbrachte. Am 28. Juli 2021 wurde Cobb für einen Sechstrundenpick von den Texans zu den Green Bay Packers getradet.
Nach Vertragsende wechselte Cobb im Mai 2023 zu den New York Jets, bei denen er einen Einjahresvertrag unterschrieb. Damit folgte er Quarterback Aaron Rodgers, der kurz vorher von den Packers zu den Jets getradet wurde.
Nach der Saison 2023 gab Cobb am 18. Juli 2024 sein Karriereende bekannt.

### NFL-Rekorde
Zweitlängster Kickoff-Return-Touchdown: 108 Yards (2011, geteilt mit Ellis Hobbs und Jacoby Jones)